# Aaron Echolls
Aaron Echolls è un personaggio immaginario della serie televisiva della The CW Veronica Mars che debuttò sul canale UPN. È interpretato da Harry Hamlin.

## Biografia
Aaron Echolls è un attore hollywoodiano ormai sul viale del tramonto, nonché padre di Trina e di Logan Echolls. È sposato con Lynn, madre biologica solo di Logan, poiché Trina è stata adottata. Aaron è un uomo dal carattere un po' ombroso, padre violento nei confronti del figlio Logan e marito infedele, tanto che la moglie Lynn, stufa delle sue continue infedeltà e delle torture psicologiche che ne subisce, si suicida gettandosi dal Coronado Bridge.
Al termine della prima serie si scopre che l'attore aveva una relazione clandestina con Lilly Kane - Veronica scopre a casa di Lily delle cassette che riprendevano un rapporto sessuale tra la ragazza ed Aaron - del cui assassinio verrà accusato proprio sulla base dei video che testimoniano il rapporto esistente tra vittima e carnefice. Il processo a carico dell'attore avrà verdetto positivo, Aaron tornerà libero, ma verrà successivamente assassinato nella sua suite del Neptune Grand Hotel da Clarence Widman, capo della sicurezza della Kane Software. Il mandante dell'omicidio è Duncan Kane, che vuole vendicare l'assassinio della sorella

## Apparizioni

### Stagione 1
- 1x06 Il nuovo presidente
- 1x10 Il figlio del maggiordomo
- 1x12 Il giorno dei Tritoni
- 1x13 Il signore dell'anello
- 1x19 Cani di razza
- 1x20 Padre innamorato
- 1x21 Visita dal dentista
- 1x22 La confessione

### Stagione 2
- 2x06 Verso la luce
- 2x15 La sposa in fuga
- 2x21 Lo spensierato
- 2x22 Nessuna foto